# Tierras altas de Kazajistán
Las tierras altas kazajas (kazajo: Сарыарқа, Saryarqa - "Cresta amarilla", ruso: Казахский мелкосопочник, Kazakhskiy Melkosopochnik), también conocida como los Hummocks kazajos, es una gran penillanura que se extiende por las regiones central y oriental de Kazajistán.
Administrativamente, las tierras altas de Kazajistán se extienden a lo largo de las regiones de Kazajistán Oriental, Pavlodar, Akmola, Ulytau y Karaganda. Varias ciudades notables, incluida la capital del país, Astaná, se encuentran en las tierras altas. Hay grandes depósitos de carbón en el norte y de cobre en el sur.

## Geografía
Las tierras altas de Kazajistán están limitadas por la llanura de Siberia Occidental al norte, el valle del Irtysh al noreste, la cuenca Balkhash-Alakol al sur y sureste, las tierras bajas de Turan al suroeste y por la depresión de Turgay al oeste.
Ríos como el Ishim, Sileti, Sarysu, Nura, Kulanotpes, Ashchysu, Tundik y Uly-Zhylanshyk tienen sus fuentes en las tierras altas. El lago Tengiz se encuentra en una cuenca intermontana de las tierras altas y es el más grande de la zona. Los lagos Kokshetau son una importante atracción turística.

### Subcordilleras
Las tierras altas incluyen cadenas montañosas de altitud moderada separadas por cuencas intermontanas elevadas y llanas. Las principales son:
- Kyzylarai, punto más alto Aksoran, 1.565 m
- Cordillera Karkaraly, punto más alto Zhirensakal, 1.403 m
- Colinas de Kokshetau, una subcordillera de las tierras altas
  - Macizo de Kokshetau, punto más alto Monte Kokshe, 947 m
- Kent Range, punto más alto Monte Kent,  1.469 m
- Cordillera de Bayanaul, punto más alto Akbet, 1.022 m
- Ulutau, punto más alto Akmeshit, 1.131 m
- Kyzyltas, punto más alto Kushoky, 1.283 m
- Degelen, punto más alto 1.084 m
- Chingiztau, punto más alto Kosoba, 1.304 m
- Bektauata, punto más alto 1.213 m
- Monte Ku, punto más alto 1.356 m
- Cordillera Bakty, punto más alto Monte Aktau 1.176 m
- Myrzhyk, punto más alto Yegibai 970 m
- Khankashty, punto más alto 1.220 m
- Semizbughy, punto más alto
- Montañas Ayr, punto más alto Zhosaly
- Zheltau, punto más alto 959 m
- Kyzyltau, punto más alto Auliye,  1.055 m
- Keshubai, punto más alto 1.368 m
- Bugyly, punto más alto Burkit, 1. 187 m
- Montañas Yereymentau, punto más alto Akdym, 901 m

## Ecología
Partes de las tierras altas de Kazajistán están incluidas en el sitio del Patrimonio Mundial Saryarka: estepas y lagos del norte de Kazajistán. Pertenece a la ecorregión de pastizales, sabanas y matorrales templados paleárticos del bioma de pastizales, sabanas y matorrales templados. El Parque Nacional Karkaraly,  el Parque Nacional Kokshetau,  el Parque Nacional Burabay y el Parque Nacional Bayanaul son áreas protegidas en las cordilleras de las tierras altas. Es posible que todavía vivan en la región especies raras, como el guepardo asiático.